# リオ・デ・ジャネイロ (装甲艦)
リオ・デ・ジャネイロ (Rio de Janeiro) はブラジル海軍の艦艇。低乾舷で、甲板上に装甲砲廓がある艦である。ブラジル海軍での類別は装甲砲艦 (canhoneira couraçada)。パラグアイ戦争中に触雷沈没した。
リオ・デ・ジャネイロの海軍工廠で建造。1865年6月26日起工。1866年2月17日進水。1866年3月1日竣工。4月就役。
パラグアイ戦争中の1865年から1866年にかけて「タマンダーレ」、「バローゾ」、「リオ・デ・ジャネイロ」という基本的な設計は同じ装甲砲艦が建造されたが、「リオ・デ・ジャネイロ」は「タマンダーレ」より船体が長くなっており、また「バローゾ」は拡大型である。3隻の船体は当初は鉄製とされていたが、資材調達の困難さや鉄製船建造の経験不足から木製へと変更となった。隔壁はなく、そのため触雷後すぐに沈没することとなった。
常備排水量871トン、満載排水量1001トン、全長56.69m、幅9.19m、吃水（平均）2.62m。起倒式の1.1mのブルワークを有し、それを含む乾舷は1.7mであった。艦首には青銅製の衝角を備えた。
2気筒単式のトランク機関1基と煙管缶2基を搭載し、出力320図示馬力。1軸推進で、速力9ノット。
兵装はホイットワース70ポンド前装砲2門と68ポンド滑腔砲2門。砲弾が飛び込まないように砲眼は小さくされており、砲の水平方向の指向可能範囲は12度であった。
装甲は錬鉄製で、厚さは装甲帯が中央部102mm、両端部51mm、甲板12.7mm、砲廓102mm。
1866年9月1日、「リオ・デ・ジャネイロ」は「タマンダーレ」、「バローゾ」、「ブラジル」、「バイア」、「リマ・バロス」とともにCuruzuを砲撃。砲眼を抜けてきた68ポンド砲弾によって4名が死亡した。翌日、修理を終えて他艦との合流に向かっていた途中で触雷し沈没した。または、9月2日に2発被弾した後（68ポンド砲によって2度装甲を貫かれた後）、2発の機雷に触れて沈没。艦長Americo Brasílio Silvado以下53名、54名もしくは55名が死亡した。